# Лохлинбридж
Лохлинбридж (Лилинбридж; англ. Leighlinbridge [ˈlɒxlɪn.brɪdʒ]; ирл. Leithghlinn an Droichid, «мост полудолины») — деревня в Ирландии, находится в графстве Карлоу (провинция Ленстер) у трасс N9 и R705 на берегах реки Барроу.
Ночью 28 ноября 1999 года в Карлоу был кратковременно замечен блестящий огненный шар, пропавший с громким хлопком. 12 декабря 1999 года пожилая дама в Лохлинбридже нашла несколько кусков метеорита; позже были найдены ещё два. Метеорит, названный Лохлинбриджским, суммарным весом в 220 грамм, стал первым, собранным в Ирландии с 1865 года, и первым упавшим метеоритом, найденным с 1991 года в Ирландии или Великобритании. Предыдущий же ирландский метеорит был найден в Дандраме.

## Демография
Население — 674 человека (по переписи 2006 года). В 2002 году население составляло 646 человек.
Данные переписи 2006 года:
| Общие демографические показатели |               |                               |                               |      |      |
| Всё население                    | Всё население | Изменения населения 2002—2006 | Изменения населения 2002—2006 | 2006 | 2006 |
| 2002                             | 2006          | чел.                          | %                             | муж. | жен. |
| 646                              | 674           | 28                            | 4,3                           | 346  | 328  |